# K 2.0
K 2.0 è il quinto album in studio della band britannica dei Kula Shaker, pubblicato nei formati CD, vinile e download digitale il 12 febbraio 2016.

## Genesi
Il disco è stato ultimato in quattro sessioni di registrazione in studio, in circa otto settimane, sparse in più di otto mesi.
In un'intervista rilasciata in Italia, alla domanda su cosa sia successo per far tornare insieme la band, Crispian Mills ha risposto:

## Tracklist
1. Infinite Sun
2. Holy Flame
3. Death of Democracy
4. Love B (with U)
5. Here Come My Demons
6. 33 Crows
7. Oh Mary
8. High Noon
9. Hari Bol (The Sweetest Sweet)
10. Get Right Get Ready
11. Mountain Lifter